# نيد فور سبيد: هوت برسوت
نيد فور سبيد: هوت برسوت (بالإنجليزية: Need For Speed: Hot Pursuit)‏ هي لعبة فيديو من نوع المطاردة وسباق السيارات، صدرت في سنة 2010، وتعمل على عدة أنظمة وهي إكس بوكس 360، بلاي ستيشن 3، نيتيندو وي آي أو إس، مايكروسوفت ويندوز، أندرويد.
وتم إصدار نسخة مُحسنة من اللعبة في 6 نوفمبر على منِصة مايكروسوفت ويندوز، بلاي ستيشن 4، إكس بوكس ون، وفي 13 نوفمبر على النينتندو سويتش.

## وصلات خارجية
- نيد فور سبيد: هوت برسوت على موقع Google Play (الإنجليزية)
- نيد فور سبيد: هوت برسوت على موقع IMDb (الإنجليزية)

- الموقع الرسمي
- Need for Speed Hot Pursuit at EA Games